# Меру (Територія Бельфор)
Меру́ (фр. Meroux) — колишній муніципалітет у Франції, у регіоні Бургундія-Франш-Конте, департамент Територія Бельфор. Населення — 827 осіб (2011).
Муніципалітет був розташований на відстані близько 370 км на південний схід від Парижа, 75 км на північний схід від Безансона, 7 км на південь від Бельфора.

## Історія
У 1956-2015 роках муніципалітет перебував у складі регіону Франш-Конте. Від 1 січня 2016 року належав до нового об'єднаного регіону Бургундія-Франш-Конте.
1 січня 2019 року Меру і Моваль було об'єднано в новий муніципалітет Меру-Моваль.

## Демографія
Динаміка населення (Insee ):
Розподіл населення за віком та статтю (2006):
| Стать | Всього | До 15 років | 15-24 | 25-44 | 45-64 | 65-85 | Понад 85 |
| --- | ------ | ----------- | ----- | ----- | ----- | ----- | -------- |
| Чоловіки | 384    | 60          | 32    | 120   | 128   | 36    | 8        |
| Жінки | 380    | 68          | 40    | 96    | 120   | 44    | 12       |
| \| Статево-вікова піраміда \| Статево-вікова піраміда \| Статево-вікова піраміда \| \| ----------------------- \| ----------------------- \| ----------------------- \| \| Чоловіки \| Вік \| Жінки \| \| 8 \| 85 + \| 12 \| \| 8 \| 80-84 \| 4 \| \| 4 \| 75-79 \| 8 \| \| 16 \| 70-74 \| 20 \| \| 8 \| 65-69 \| 12 \| \| 12 \| 60-64 \| 8 \| \| 44 \| 55-59 \| 28 \| \| 40 \| 50-54 \| 52 \| \| 32 \| 45-49 \| 32 \| \| 20 \| 40-44 \| 28 \| \| 44 \| 35-39 \| 24 \| \| 36 \| 30-34 \| 20 \| \| 20 \| 25-29 \| 24 \| \| 16 \| 20-24 \| 16 \| \| 16 \| 15-20 \| 24 \| \| 16 \| 10-14 \| 20 \| \| 32 \| 5-9 \| 24 \| \| 12 \| 0-4 \| 24 \| |        |             |       |       |       |       |          |
| Статево-вікова піраміда |        |             |       |       |       |       |          |
| Чоловіки | Вік    | Жінки       |       |       |       |       |          |
| 8 | 85 +   | 12          |       |       |       |       |          |
| 8 | 80-84  | 4           |       |       |       |       |          |
| 4 | 75-79  | 8           |       |       |       |       |          |
| 16 | 70-74  | 20          |       |       |       |       |          |
| 8 | 65-69  | 12          |       |       |       |       |          |
| 12 | 60-64  | 8           |       |       |       |       |          |
| 44 | 55-59  | 28          |       |       |       |       |          |
| 40 | 50-54  | 52          |       |       |       |       |          |
| 32 | 45-49  | 32          |       |       |       |       |          |
| 20 | 40-44  | 28          |       |       |       |       |          |
| 44 | 35-39  | 24          |       |       |       |       |          |
| 36 | 30-34  | 20          |       |       |       |       |          |
| 20 | 25-29  | 24          |       |       |       |       |          |
| 16 | 20-24  | 16          |       |       |       |       |          |
| 16 | 15-20  | 24          |       |       |       |       |          |
| 16 | 10-14  | 20          |       |       |       |       |          |
| 32 | 5-9    | 24          |       |       |       |       |          |
| 12 | 0-4    | 24          |       |       |       |       |          |

## Економіка
2010 року серед 539 осіб працездатного віку (15—64 років) 407 були активними, 132 — неактивними (показник активності 75,5%, у 1999 році було 72,5%). З 407 активних мешканців працювали 382 особи (208 чоловіків та 174 жінки), безробітними було 25 (10 чоловіків та 15 жінок). Серед 132 неактивних 38 осіб було учнями чи студентами, 58 — пенсіонерами, 36 були неактивними з інших причин.

У 2010 році в муніципалітеті числилось 344 оподатковані домогосподарства, у яких проживали 854,0 особи, медіана доходів виносила 21 638 євро на одного особоспоживача